# 隆布雷斯
隆布雷斯（法語：Lombrès，法語發音：[lɔ̃bʁɛs]）是法国上比利牛斯省的一个市镇，属于巴涅尔德比戈尔区。

## 地理
隆布雷斯（43°3'24"N, 0°30'36"E）面积1.42 平方千米，位于法国奧克西塔尼大區上比利牛斯省，该省份为法国西南部内陆省份，北至热尔省，西接大西洋比利牛斯省，南与西班牙接壤，东临上加龙省。
与隆布雷斯接壤的市镇（或旧市镇、城区）包括：阿旺蒂尼昂、热内雷斯特、蒙泰居。
隆布雷斯的时区为UTC+01:00、UTC+02:00（夏令时）。

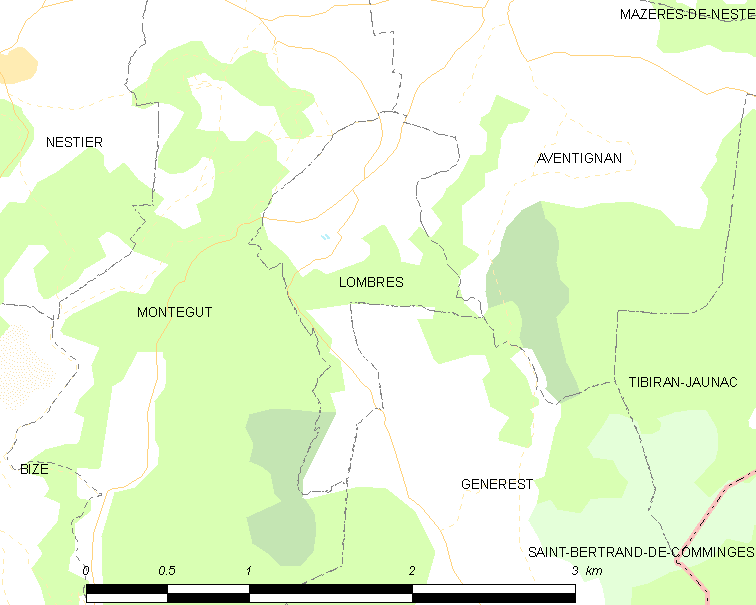
隆布雷斯的OSM定位图

## 行政
隆布雷斯的邮政编码为65150，INSEE市镇编码为65277。

## 政治
隆布雷斯所属的省级选区为巴鲁斯谷县。

## 人口

1962-2008年间隆布雷斯人口变化图示

隆布雷斯于2022年1月1日时的人口数量为90人。